# 18.ª etapa del Giro de Italia 2025
La 18.ª etapa del Giro de Italia 2025 tuvo lugar el 29 de mayo de 2025 y consistió en una etapa de perfil escarpado con inicio en la localidad italiana de Morbegno y final en la localidad de Cesano Maderno, sobre un recorrido de 144 km. El vencedor fue el alemán Nico Denz del equipo Red Bull-BORA-hansgrohe, mientras que el mexicano Isaac Del Toro del equipo UAE Team Emirates XRG consiguió mantenerse como líder de la carrera.

## Clasificación de la etapa[2]
| Morbegno - Cesano Maderno | etapa escarpada | (144 km) |

| \| Clasificación de la etapa \| Clasificación de la etapa \| Clasificación de la etapa \| Clasificación de la etapa \| Clasificación de la etapa \| \| Ciclista \| Ciclista \| Equipo \| Tiempo \| \| \| ------------------------- \| ------------------------- \| ----------------------------- \| ------------------------- \| ------------------------- \| \| 1.º \| Nico Denz \| Red Bull-Bora-Hansgrohe \| 3 h 12 min 07 s \| \| \| 2.º \| Mirco Maestri \| Team Polti VisitMalta \| + 1 min 01 s \| \| \| 3.º \| Edward Planckaert \| Alpecin-Deceuninck \| + 1 min 01 s \| \| \| 4.º \| Filippo Magli \| VF Group-Bardiani CSF-Faizanè \| + 1 min 01 s \| \| \| 5.º \| Alexander Edmondson \| Team Picnic-PostNL \| + 1 min 01 s \| \| \| 6.º \| Dries De Bondt \| Decathlon-AG2R La Mondiale \| + 1 min 01 s \| \| \| 7.º \| Daan Hoole \| Lidl-Trek \| + 1 min 01 s \| \| \| 8.º \| Davide De Pretto \| Team Jayco AlUla \| + 1 min 01 s \| \| \| 9.º \| Nicola Conci \| XDS Astana Team \| + 1 min 01 s \| \| \| 10.º \| Lawrence Warbasse \| Tudor Pro Cycling Team \| + 1 min 01 s \| \| |                     |                               |                 |
| |                     |                               |                 |
| Fuente: ProCyclingStats |                     |                               |                 |
| Clasificación de la etapa |                     |                               |                 |
| Ciclista | Ciclista            | Equipo                        | Tiempo          |
| 1.º | Nico Denz           | Red Bull-Bora-Hansgrohe       | 3 h 12 min 07 s |
| 2.º | Mirco Maestri       | Team Polti VisitMalta         | + 1 min 01 s    |
| 3.º | Edward Planckaert   | Alpecin-Deceuninck            | + 1 min 01 s    |
| 4.º | Filippo Magli       | VF Group-Bardiani CSF-Faizanè | + 1 min 01 s    |
| 5.º | Alexander Edmondson | Team Picnic-PostNL            | + 1 min 01 s    |
| 6.º | Dries De Bondt      | Decathlon-AG2R La Mondiale    | + 1 min 01 s    |
| 7.º | Daan Hoole          | Lidl-Trek                     | + 1 min 01 s    |
| 8.º | Davide De Pretto    | Team Jayco AlUla              | + 1 min 01 s    |
| 9.º | Nicola Conci        | XDS Astana Team               | + 1 min 01 s    |
| 10.º | Lawrence Warbasse   | Tudor Pro Cycling Team        | + 1 min 01 s    |

## Clasificaciones al final de la etapa

### Clasificación general(Maglia Rosa)[3]
| \| Clasificación general \| Clasificación general \| Clasificación general \| Clasificación general \| Clasificación general \| \| Ciclista \| Ciclista \| Equipo \| Tiempo \| \| \| --------------------- \| --------------------- \| -------------------------- \| --------------------- \| --------------------- \| \| 1.º \| Isaac Del Toro \| UAE Team Emirates XRG \| 68 h 56 min 32 s \| \| \| 2.º \| Richard Carapaz \| EF Education-EasyPost \| + 41 s \| \| \| 3.º \| Simon Yates \| Team Visma \\| Lease a Bike \| + 51 s \| \| \| 4.º \| Derek Gee \| Israel-Premier Tech \| + 1 min 57 s \| \| \| 5.º \| Damiano Caruso \| Bahrain Victorious \| + 3 min 06 s \| \| \| 6.º \| Egan Bernal \| Ineos Grenadiers \| + 4 min 43 s \| \| \| 7.º \| Giulio Pellizzari \| Red Bull-Bora-Hansgrohe \| + 5 min 02 s \| \| \| 8.º \| Einer Rubio \| Movistar Team \| + 6 min 09 s \| \| \| 9.º \| Adam Yates \| UAE Team Emirates XRG \| + 7 min 45 s \| \| \| 10.º \| Michael Storer \| Tudor Pro Cycling Team \| + 7 min 46 s \| \| |                   |                            |                  |
| |                   |                            |                  |
| Fuente: ProCyclingStats |                   |                            |                  |
| Clasificación general |                   |                            |                  |
| Ciclista | Ciclista          | Equipo                     | Tiempo           |
| 1.º | Isaac Del Toro    | UAE Team Emirates XRG      | 68 h 56 min 32 s |
| 2.º | Richard Carapaz   | EF Education-EasyPost      | + 41 s           |
| 3.º | Simon Yates       | Team Visma \| Lease a Bike | + 51 s           |
| 4.º | Derek Gee         | Israel-Premier Tech        | + 1 min 57 s     |
| 5.º | Damiano Caruso    | Bahrain Victorious         | + 3 min 06 s     |
| 6.º | Egan Bernal       | Ineos Grenadiers           | + 4 min 43 s     |
| 7.º | Giulio Pellizzari | Red Bull-Bora-Hansgrohe    | + 5 min 02 s     |
| 8.º | Einer Rubio       | Movistar Team              | + 6 min 09 s     |
| 9.º | Adam Yates        | UAE Team Emirates XRG      | + 7 min 45 s     |
| 10.º | Michael Storer    | Tudor Pro Cycling Team     | + 7 min 46 s     |

### Clasificación por puntos(Maglia Ciclamino)[4]
| Clasificación por puntos | Clasificación por puntos | Clasificación por puntos | Clasificación por puntos | Clasificación por puntos |
| Ciclista                 | Ciclista                 | Equipo                   | Puntos                   |                          |
| ------------------------ | ------------------------ | ------------------------ | ------------------------ | ------------------------ |

### Clasificación de la montaña(Maglia Azzurra)[5]
| Clasificación de la montaña | Clasificación de la montaña | Clasificación de la montaña | Clasificación de la montaña | Clasificación de la montaña |
| Ciclista                    | Ciclista                    | Equipo                      | Puntos                      |                             |
| --------------------------- | --------------------------- | --------------------------- | --------------------------- | --------------------------- |

### Clasificación de los jóvenes(Maglia Bianca)[6]
| Clasificación del mejor joven | Clasificación del mejor joven | Clasificación del mejor joven | Clasificación del mejor joven | Clasificación del mejor joven |
| Ciclista                      | Ciclista                      | Equipo                        | Tiempo                        |                               |
| ----------------------------- | ----------------------------- | ----------------------------- | ----------------------------- | ----------------------------- |

### Clasificación por equipos"Súper team"[7]
| Clasificación por equipos | Clasificación por equipos | Clasificación por equipos | Clasificación por equipos |
| Equipo                    | Equipo                    | Tiempo                    |                           |
| ------------------------- | ------------------------- | ------------------------- | ------------------------- |

## Abandonos
- Juan Ayuso (UAE Team Emirates XRG) abandonó durante el transcurso de la etapa.[8]